# Ministerie van Koloniën (Italië)
Het ministerie van Koloniën was een ministerie binnen het Italiaanse koninkrijk. Het werd opgericht op 20 november 1912 waarbij de "Centrale Directie voor Koloniale Zaken", die tot dan deel uitmaakte van het Ministerie van Buitenlandse Zaken, werd opgesplitst in een apart ministerie. Op 8 april 1937 kende het ministerie een naamsverandering naar "Ministerie voor Italiaans-Afrika". 
In 1953 voldeed het ministerie niet meer aan de wetten van de republiek Italië en werd daarom opgeheven op 19 april. 